# Castelgomberto
Castelgomberto (velenceiül Castelgonberto) település Olaszországban, Veneto régióban, Vicenza megyében. Lakosainak száma 6127 fő (2023. január 1.). Castelgomberto Brogliano, Cornedo Vicentino, Isola Vicentina, Malo, Montecchio Maggiore, Sovizzo és Trissino községekkel határos.

## Népesség
A település népességének változása:
| Lakosok száma | 6130 | 6188 | 6127 |
|               | 2017 | 2018 | 2023 |